# Bucine
Bucine é uma comuna italiana da região da Toscana, província de Arezzo, com cerca de 9 320 habitantes. Estende-se por uma área de 131 km², tendo uma densidade populacional de 71 hab/km². Faz fronteira com Castelnuovo Berardenga (SI), Civitella in Val di Chiana, Gaiole in Chianti (SI), Monte San Savino, Montevarchi, Pergine Valdarno, Rapolano Terme (SI).
Pertence à rede das Cidades Cittaslow.

## Demografia
| Variação demográfica do município entre 1861 e 2011                               |
|                                                                                   |
| Fonte: Istituto Nazionale di Statistica (ISTAT) - Elaboração gráfica da Wikipedia |